# Оранжевое настроение
«Оранжевое настроение» — сборник российской рок-группы «Чайф», записанный 17 сентября 1993 в студии «Новик Рекордз» (Екатеринбург). Альбом впервые выпущен в 1994 лейблом Feelee Records на магнитофонной кассете (номер по каталогу FL 3 027-4) и аудио-CD (номер по каталогу FL 3 027-2). В 2003 был ремастирован и переиздан в расширенном издании (добавлены 4 бонус-трека и видеоклип) лейблом «Мистерия звука» в «багетной серии» лейбла (номер по каталогу MZ 110-2).

## Об альбоме
Сегодня, 17 сентября 1993 года, в небольшой комнате, размером с обычную кухню, на студии «Новик Рекордз», в городе Екатеринбурге. Мы собрались для того, чтобы записать свои старые песни, не попавшие по тем или иным причинам на «винил» или «CD». Мы не готовились к этой записи специально и даже не знаем, какие песни войдут в окончательный вариант альбома. Единственной задачей этого бредового проекта является попытка воссоздать атмосферу квартирных концертов и неповторимое «оранжевое» настроение начала восьмидесятых… Через несколько минут техники установят микрофоны, наш звукооператор даст команду: «От винта!», и мы начнем играть на своих стареньких «домашних» гитарах…— Цитата с обложки диска
(орфография и пунктуация оригинала)

## Список композиций
Слова и музыка всех песен — Владимир Шахрин, кроме «Зинаида»  (музыка — Владимир Бегунов, текст — Д. Федотов), «Блюз простого человека» (текст — Борис Гребенщиков).
| №   | Название                   | Длительность |
| --- | -------------------------- | ------------ |
| 1.  | «Пиво»                     | 2:28         |
| 2.  | «Вольный ветер»            | 3:34         |
| 3.  | «Традиционная (для Майка)» | 2:39         |
| 4.  | «Сибирский тракт»          | 4:04         |
| 5.  | «Зинаида»                  | 3:28         |
| 6.  | «У взморья»                | 3:19         |
| 7.  | «Гимн Солнцу (Бичи)»       | 3:33         |
| 8.  | «Оранжевое настроение»     | 3:53         |
| 9.  | «Я заполняю тобой»         | 3:54         |
| 10. | «Ионсам»                   | 3:46         |
| 11. | «Вместе теплей»            | 3:40         |
| 12. | «Блюз простого человека»   | 3:10         |

| №   | Название         | Длительность |
| --- | ---------------- | ------------ |
| 13. | «Волна простоты» |              |
| 14. | «Я видел металл» |              |
| 15. | «Эта игра»       |              |
| 16. | «Моя квартира»   |              |

На переиздание 2003 года добавлен видеоклип на песню «Эта игра» (режиссёр Кирилл Котельников).

## Участники записи
- Владимир Шахрин — вокал (1—4, 5—12), бэк-вокал (5), акустическая гитара, губная гармоника
- Владимир Бегунов — вокал (5), акустическая гитара, бэк-вокал (1—4, 5—12)
- Антон Нифантьев — акустическая гитара, бэк-вокал
- Валерий Северин — барабаны, перкуссия, бэк-вокал
- Владимир Желтовских — скрипка, бэк-вокал

### Технический персонал
- Звукорежиссёр: Алексей Жданов
- Мастеринг: Маша Соболева
- Оформление: Елена Шахрина, П. Закревский
- Фотографии: Г. Семёнов
- Дизайн: П. Павлик
- Директор группы: Илья Спирин
- Арт-продюсер: Дмитрий Гройсман
- Пресс-атташе: Марина Залогина

переиздание 2003 года
- Мастеринг и реставрация: Вячеслав Двинин
- Дизайн багетсерии: Наталия Ковалевская (Mystery Art)